# Josep Maria Sala i Xampeny
Josep Maria Sala i Xampeny (Barcelona, 1927 - Barcelona, 2018) fou un metge pediatre català.
El 1985 inaugurà la primera escola universitària de fisioteràpia de Catalunya. En 2005 va presidir l'Escola Universitària Gimbernat-Cantàbria de Fisioteràpia i Logopèdia i des de 2008 encapçalà la Fundació Privada Escoles Universitàries Gimbernat i Tomàs Cerdà. També presidí la Fundació Mèdica Catalana i des de 2002 fou president d'honor de Metges de Catalunya. En 2012 va rebre la Medalla Josep Trueta al Mèrit Sanitari.
Treballà com a pediatre a l'Institut Català de la Salut i a l'Instituto Social de la Marina. Durant els anys 70 i 80 va fer de mentor de diferents metges joves. Les seves ensenyances, més enllà de les estrictament mèdiques, abastaven aspectes pràctics de la vida. La seva filosofia, sempre conciliadora, propiciava l'enteniment i la resolució dels conflictes en el dia a dia de la professió mèdica. Home culte i respectuós, sempre es va caracteritzar per la seva generositat, sense que hi faltés un gran sentit del humor i una gran vitalitat.
També fou, entre altres càrrecs, president del Sindicat de Metges de Catalunya. El Govern de Catalunya li atorgà la Creu de Sant Jordi el 2014.